# Anna De Novellis
Anna De Novellis (Napoli, 26 agosto 1957) è un'ex judoka italiana.

## Biografia
Vicecampionessa del mondo, nella categoria -48 kg, alla prima edizione dei mondiali femminili, disputati al Madison Square Garden di New York nel 1980. Due medaglie d'argento ai Campionati Europei, cinque volte campionessa ai Campionati italiani Senior, una medaglia di bronzo ai Campionati italiani del 1977.